# Mysłownia Nowa
Mysłownia Nowa – wieś sołecka w Polsce położona w województwie mazowieckim, w powiecie gostynińskim, w gminie Gostynin.
W latach 1975–1998 miejscowość administracyjnie należała do województwa płockiego.